# Roger Mathieu
Pour les articles homonymes, voir Mathieu.
Roger Mathieu est un peintre français né le 10 septembre 1920 à Paris et mort le 2 décembre 1992 à Le Pradal dans l'Hérault (France). C'est un représentant de la nouvelle École de Paris.

## Biographie

### Jeunesse
Roger Louis Mathieu naît à Paris le 10 septembre 1920. Il est le fils unique de Paul Louis Mathieu, tailleur, et de Blanche Marie Desgrange, sans profession. Sa famille paternelle est originaire de Dijon et de Lyon, sa famille maternelle a quitté l’Alsace à la fin du XIXe siècle.
Alors qu’il est âgé de deux ans, son père abandonne le domicile conjugal. Il ne reverra jamais son fils, dont l’éducation sera assurée par sa mère et ses grands-parents maternels, à Pavillons-sous-Bois. Enfant puis adolescent solitaire et rêveur, il vit entre l’atelier de son grand père, artisan et inventeur, et le jardin de sa maison proche de Villemomble et du Raincy.

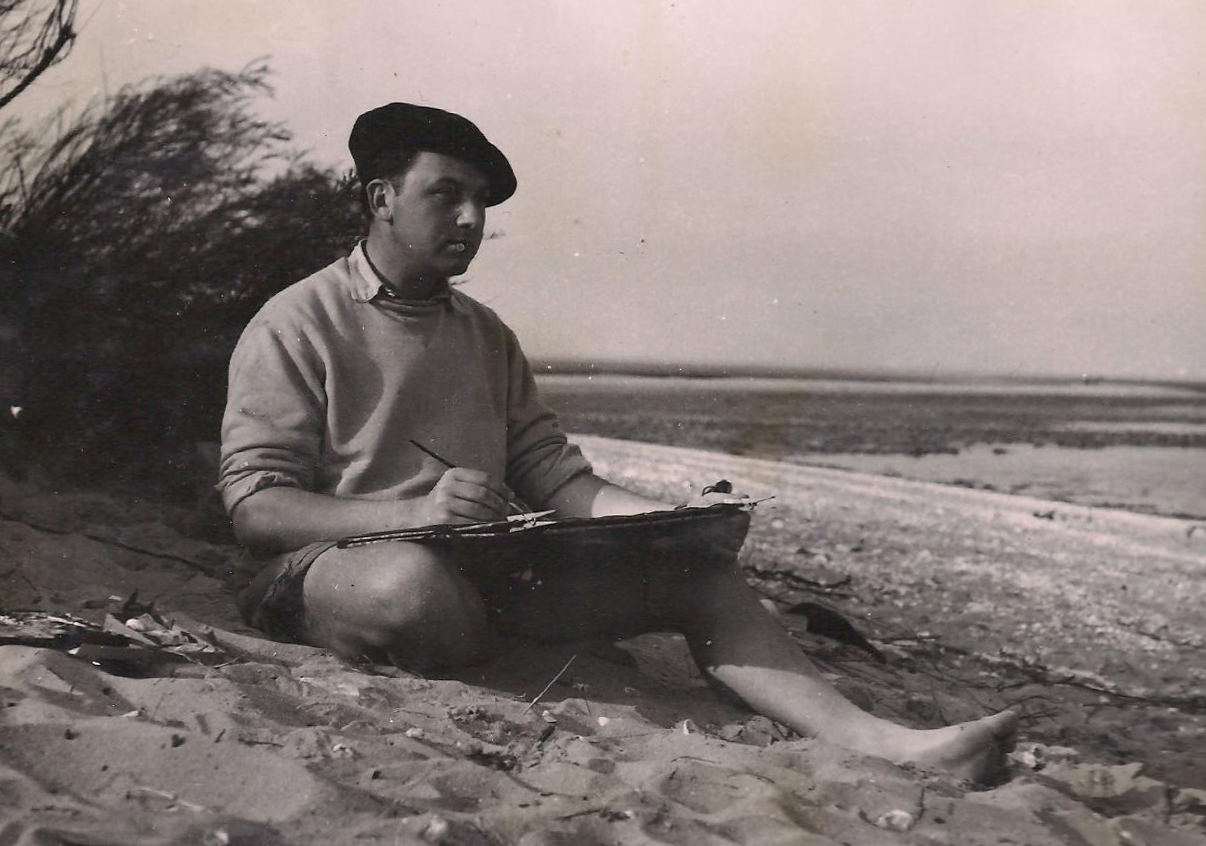
Roger Mathieu, 1950

Pour subvenir à ses besoins, sa mère prend un poste dans l’administration. Les études secondaires de Roger Mathieu se déroulent au Lycée Condorcet de 1931 à 1937. Il y est remarqué pour ses qualités littéraires, et alors qu’il se destine à des études d’art, la guerre contrarie ses projets : il doit abandonner les cours de dessin qu’il commençait à prendre.
Employé d’assurances à la Compagnie Abeille de 1940 à 1942, il y fait la connaissance d’Andrée Jeannine Morrin, qu’il épouse le 10 décembre 1942. Le couple aura quatre enfants : Françoise, Brigitte, Jean-Michel et Christiane.
En 1942, Roger Mathieu est enrôlé par l’administration allemande comme agent de production à l’usine aéronautique SNCAN à Sartrouville. Il y travaillera du 1er juillet 1942 au 29 mai 1945. 
Le jeune couple vivant rue Dulong, dans le 17e arrondissement, Roger Mathieu est affecté à la défense civile du quartier des Batignolles. À partir de 1943, avec l’aide de son épouse qui l’encourage à reprendre des études artistiques, il suit des cours de dessin au Musée des arts décoratifs de Paris et fréquente l’école d'André Lhote à Montparnasse.
En 1945, Roger Mathieu est nommé professeur de dessin suppléant, puis professeur des collèges de la Ville de Paris. Il y enseignera dans divers établissements, le dernier étant situé rue Madame, dans le Quartier Latin, et quittera l’enseignement en 1982.
Parallèlement à sa carrière pédagogique, il se consacre à la peinture et reçoit en 1954 une mention Honorable au Salon des artistes français pour un portrait de son épouse.
En septembre 1957, il est invité par l’Université de Cambridge dans le cadre d’un programme culturel européen.
En 1959, la famille du peintre quitte la rue Dulong pour s’installer Boulevard de Dixmude, près de la Porte de Villiers.

### Maturité artistique et professionnelle
Roger Mathieu mène de front création artistique et vie professionnelle. Ses premiers paysages sont inspirés par la Normandie, la Beauce et la Bretagne. En complément de ses cours de dessin et d’histoire de l’art, il prend en 1961 la Direction artistique des Cristalleries de Sèvres à Choisy-le-Roi (Cristalleries et Verreries réunies de Choisy le Roi). Il y travaillera une dizaine d’années, créant des pièces originales en cristal ou opaline.
En 1963, la découverte des hauts cantons du Languedoc constitue pour le peintre une source d’inspiration qui lui permettra d’affirmer un style et une vision inspirés du cubisme. Il reviendra tous les étés dans cette région et une grande partie de son œuvre lui est consacrée.

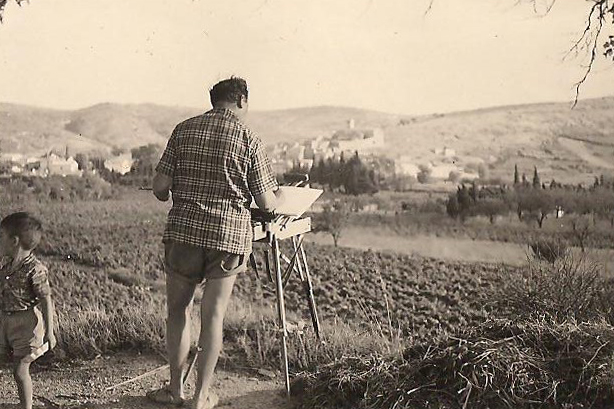
Roger Mathieu, 1958

Le 26 juin 1965, il est nommé Chevalier des Palmes académiques, cette distinction venant récompenser ses efforts incessants au service de l’Education Nationale. 
Mai 1968 ébranle ses certitudes et constitue pour lui un choc profond ; déstabilisé par les révoltes d’étudiants au quartier latin où il enseigne, très éprouvé nerveusement, il est victime d’une attaque coronarienne dont il se remet avec difficulté. 
Sa convalescence lui permet de réfléchir à sa création et il prend le parti d’accélérer sa mutation picturale en allant plus loin dans l’audace, notamment en ce qui concerne l’emploi des couleurs, l’abstraction, la rupture vis-à-vis du réalisme poétique.
Il décide aussi de faire connaître sa peinture, en l’exposant régulièrement.
De juillet à Septembre 1970, une première exposition personnelle regroupe ses dernières œuvres dans le Château de Transières (Eure). La même année, il est nommé professeur à l’Union Centrale des Arts Décoratifs où il enseignera jusqu’à la fin de sa carrière, rue Beethoven.  Il prend aussi la responsabilité d’un atelier de dessin pour adultes Place des Vosges (Paris).
En support à ces différentes activités et pour tracer l’évolution de sa vison esthétique, il a de plus en plus recours aux écrits : poèmes, réflexions ou simples notes de travail consignés dans ses « carnets noirs », qu’il rédigera jusqu’à ses derniers jours.
Ses poèmes font l’objet de quelques publications : « La tête à l’envers » (1973), puis l’«Encyclopédie poétique Grassin » (Volumes 10 à 27, de 1977 à 1993).
À partir de 1977, Roger Mathieu expose régulièrement ses œuvres entre Paris et le sud de la France.

### Dernières années
Vers la fin de sa vie professionnelle, Roger Mathieu vit un deuxième bouleversement de sa vision et de son style, à l’occasion d’un voyage au Pérou et en Bolivie (1978), qu’il effectue avec son épouse pour rendre visite à leur fils, coopérant à La Paz. Un autre voyage au Pérou (1981) puis au Mexique (1982), lui permettra de multiplier les œuvres inspirées de la réalité latino américaine : paysages mais aussi foules, marchés, enfants…
En 1982, il s'installe au Pradal en Languedoc pour se consacrer pleinement à la peinture et l'écriture. Obsédé par l’amélioration de sa technique picturale, il multiplie les recherches autour des nouvelles possibilités de la peinture acrylique et fait évoluer considérablement son style dans une direction non figurative.
Il décède le 2 décembre 1992 dans sa maison du Pradal des suites d'une maladie du cœur.